# Kinryū Arimoto
Kinryū Arimoto (jap. 有本 欽隆 Arimoto Kinryū; właściwie Yoshitaka Arimoto (jap. 有本 欽隆 Arimoto Yoshitaka), ur. 11 lutego 1940, zm. 1 lutego 2019) – japoński seiyū i aktor dubbingowy, związany z Production Baobab. Jego znakiem rozpoznawczym był barytonowy głos.
Zmarł w 2019 roku w wieku 78 lat na raka przełyku.

## Role
- 1987: City Hunter – szeryf Nogami
- 1991: Mój drogi bracie... – profesor Misonō
- 1992: Uchū no kishi Tekkaman Blade – Bogard
- 1993: Szum morza – ojciec Rikako Muto
- 1993: Kidō Senshi Victory Gundam –
  - Tengrashi Loos,
  - Vistan
- 1994: Kidō Butōden G Gundam –
  - Club Ace,
  - doktor Raizo Kasshu
- 1995: Kombinezon bojowy Gundam Wing –
  - Marquis Weridge,
  - Master Winner,
  - Townsend
- 1998: Trigun – przewodniczący
- 1999–2000: Pokémon –
  - Ford,
  - Denjirō
- 2002: One Piece – Białobrody[a]
- 2002: Mobile Suit Gundam Seed – Patrick Zala
- 2003: Last Exile – Nestor
- 2003: Fullmetal Alchemist – ksiądz Cornello
- 2004: Elfen Lied – szeryf Kakuzawa
- 2004: Monster – pan Liebert
- 2005: Naruto – patriarcha Klanu Kaguya
- 2006: Kiba –
  - profesor Bender,
  - Dimitri Caan
- 2007: Baccano! – Szilard Quates
- 2009: Bleach – Ginrei Kuchiki
- 2010: Giant Killing – Hiraizumi
- 2012: Psycho-Pass – Tomomi Masaoka
- 2012: Uchū kyōdai – Eddie Jay
- 2013: Kill la Kill – Isshin Matoi/Soichiro Kiryuin
- 2016: Detektyw Conan – Nagai Tokujiro
- 2017: Citrus – przewodniczący